# Molinka (vattendrag i Vitryssland)
Molinka (ryska: Молинка) är ett vattendrag i Belarus.   Det ligger i voblasten Homels voblast, i den östra delen av landet, 250 km öster om huvudstaden Minsk.
Trakten runt Molinka består till största delen av jordbruksmark. Runt Molinka är det glesbefolkat, med 12 invånare per kvadratkilometer.